# Tre gemelle e una strega
Tre gemelle e una strega (Les tres bessones/Las tres mellizas/The Triplets) è una serie televisiva a cartoni animati catalana; venne seguita dallo spin-off La strega annoiata. È ispirata a Les tres bessones, serie di racconti per bambini creati da Roser Capdevila. È stata trasmessa in Spagna dal 1995 al 2004.
Nel 2005 uscì un film per la televisione dal titolo "Las tres mellizas y el enigma de Don Quijote" ( "Le tre gemelle e l'enigma di Don Chisciotte"), inedito in Italia.

## Trama
Anna, Teresa ed Elena sono tre sorelle gemelle di nove anni curiose ed intraprendenti che frequentano la scuola elementare a Barcellona. A seguito delle numerose birichinate interviene la Strega Annoiata, che le rimprovera e le punisce facendo loro incontrare i protagonisti di leggende e tradizioni (La Grotta di Xuroi, La Cornamusa Meravigliosa, L'Uomo Invisibile, Il Fiore Romanial, ecc.).
Le piccole interagiscono con i personaggi ed intervengono nelle diverse situazioni proposte dalle storie e, malgrado le dispettose interferenze della Strega, dovranno far sì che il finale della fiaba, del romanzo, della leggenda o della vicenda storica reale, sia quello tradizionalmente conosciuto. In caso contrario, non potrebbero tornare nel loro mondo, restando per sempre personaggi della storia appena vissuta. Naturalmente le tre gemelline vincono sempre, tornando avventurosamente alla realtà di tutti i giorni, arricchite da una nuova fantastica esperienza.
Alla Strega, perennemente sconfitta, non resta che sfogare il suo dispetto contro il Gufo, suo placido assistente, rimandando l'improbabile rivincita ad un'altra straordinaria avventura.
Il cartoon è ambientato a Barcellona, e tra i personaggi incontrati c'è anche Antoni Gaudí, al quale sono dedicati due episodi.

## Produzione e distribuzione
Le tre gemelle esistono veramente: Anna, Elena e Teresa le tre figlie gemelle nate nel 1969 a Terrassa (Barcellona), della illustratrice Roser Capdevila i Valls, autrice dei racconti da cui è tratta la serie animata. Numerosi inoltre sono i riferimenti autobiografici nel preambolo di ciascuna storia: la signora Capdevila, e suo marito, appaiono proprio come genitori delle gemelline; vediamo l'abitazione della famiglia, una villetta al numero 72 di una strada di Terrassa (Barcellona); poi c'è la "Escola" frequentata dalle bambine; assai realistici sono gli scorci panoramici della capitale catalana. In ciascun episodio, a partire dalla sigla, appaiono tre piccoli topolini, uguali tra loro, che rappresentano una sorta di alter ego delle tre gemelle: nei momenti topici delle storie sono inseriti dei brevi cameo, con i tre topini che fanno la parodia dell'azione appena interpretata dalle bambine.

### Caratterizzazione dei personaggi
- La gemelle sono disegnate in modo assolutamente identico, tale da sorprendere e disorientare tutti gli altri personaggi. L'unico modo per distinguerle è osservare il loro abbigliamento: infatti, le bambine indossano tutte una comoda salopette grigio azzurra e scarpe di color beige nella prima stagione mentre nella seconda sono di color azzurro scuro, ma cambia il colore delle t-shirt, e di tutti gli accessori (cappellini, sciarpe, guanti, nastri): celeste per Anna; verde chiaro per Elena; porpora per Teresa.
- Alcune caratteristiche sono comunque tipiche delle singole protagoniste: proverbiale è la perenne fame di Elena; Anna è assai incline ad invaghirsi del presunto eroe delle diverse storie; Teresa si dimostra pratica e determinata.

## Sigla
Dopo il prologo di Elena, Teresa e Anna con i compagni di classe, nel 1997 la sigla di testa iniziale era cantata in lingua originale, ma le reti Rai e Sky - come Jetix o Toon Disney - preferiscono quella in italiano che è interpretata da Ilaria Latini, Laura Latini e Paola Majano nel primo doppiaggio eseguito a Roma. Nel secondo doppiaggio eseguito a Torino, sono cambiate le voci delle protagoniste - Lucia Valenti, Claudia Penoni e Manuela Tamietti - con il testo che assume l'aspetto un po' fiabesco ed un po' poetico che è uguale alla sigla originale. In tutti gli episodi della serie, la sigla finale dei titoli di coda "La canzone della Strega Annoiata" è interpretata da Graziella Polesinanti.

## Episodi
| Stagione         | Episodi | Prima TV Spagna | Prima TV Italia |
| ---------------- | ------- | --------------- | --------------- |
| Prima stagione   | 65      | 1995-1999       | 1997-?          |
| Seconda stagione | 39      | 2003-2004       | 2006            |

## Doppiaggio
| Personaggio         | Voce castigliana  | Voce castigliana            | Voce catalana   | Voce catalana    | Voce italiana                          | Voce italiana         |   |
| Personaggio         | Prima stagione    | Seconda stagione            | Prima stagione  | Seconda stagione | Prima stagione                         | Seconda stagione      |   |
| ------------------- | ----------------- | --------------------------- | --------------- | ---------------- | -------------------------------------- | --------------------- | - |
| Anna                | Teresa Soler      | Teresa Soler                | Ana Maria Camps | Ana Maria Camps  | Ilaria Latini                          | Lucia Valenti         |   |
| Teresa              | Mònica Padròs     | Mònica Padròs               | Noemi Bayarri   | Noemi Bayarri    | Laura Latini                           | Manuela Tamietti      |   |
| Elena               | Marta Barbarà     | Marta Barbarà               | Carmen Calvell  | Carmen Calvell   | Paola Majano                           | Claudia Penoni        |   |
| Strega annoiata     | Elsa Fàbregas     | Elsa Fàbregas               | Roser Huguet    | Roser Huguet     | Graziella Polesinanti                  | Graziella Polesinanti |   |
| Gufo (Buho)         | Francisco Alborch | Jordi Vila                  | Jordi Vila      | Jordi Vila       | Roberto Pedicini (1ª voce) ? (2ª voce) | ?                     | ? |
| Maestra             | Mª Rosa Guillén   | Ana Orra (alcuni episodi) ? | ?               | ?                | ?                                      | ?                     |   |
| Madre delle gemelle | Ana Orra          | Ana Orra                    | ?               | ?                | ?                                      | ?                     |   |
| Padre delle gemelle | Vicente Gil       | ?                           | ?               | ?                | ?                                      | ?                     |   |